# Popillia sauvageae
Popillia sauvageae är en skalbaggsart som beskrevs av Limbourg 2008. Popillia sauvageae ingår i släktet Popillia och familjen Rutelidae. Inga underarter finns listade i Catalogue of Life.